# Movimento Nacional

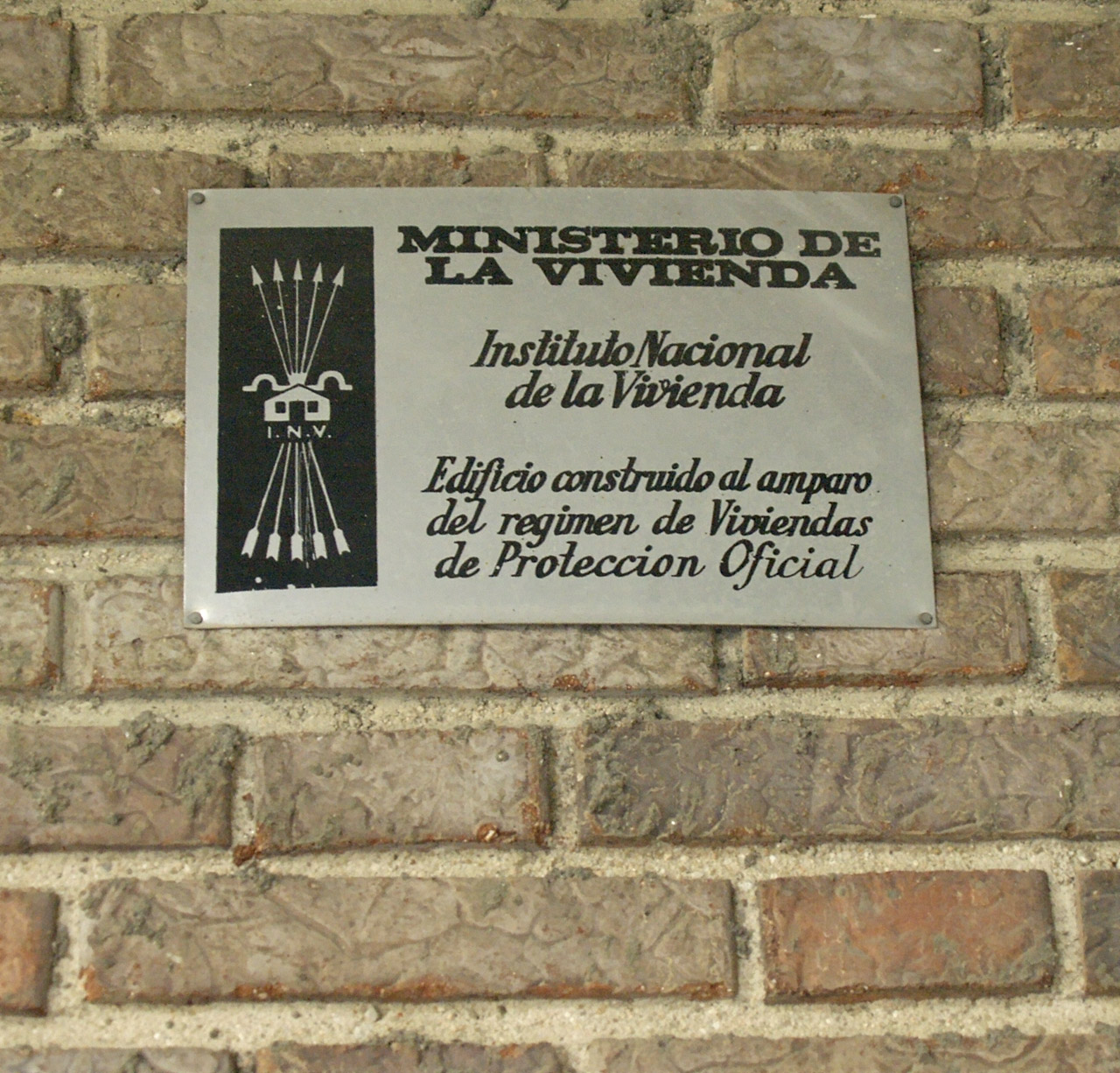
O jugo e as flechas são incluídos no logótipo do Instituto Nacional de la Vivienda, na placa de um edifício de moradias de proteção oficial. Os emblemas falangistas dominavam entra a parafernália de lemas, uniformes e símbolos de todo tipo que utilizavam as diferentes organizações do Movimento Nacional, sendo procurada a sua onipresença, sobretudo para a apropriação simbólica de qualquer tipo de lugar ou atividade, público ou privado; desde o crédito sindical ao qual se acolhiam os filmes, até o folclore e as danças regionais.

O Movimento Nacional (em castelhano: Movimiento Nacional) foi o mecanismo totalitário de inspiração fascista na Espanha durante o franquismo que visava ser o único canal de participação na vida pública espanhola. Respondia a um conceito de sociedade corporativa em que unicamente deviam expressar-se as chamadas "entidades naturais": família, município e sindicato.
O Movimento Nacional era composto essencialmente de:
- O partido único, cujo nome completo era Falange Española Tradicionalista y de las Juntas de Ofensiva Nacional Sindicalista (conhecido apenas por Falange Espanhola e cujas siglas eram FET y de las JONS, criado nos primeiros meses de 1937, ainda perto do começo da Guerra Civil de Espanha por agregação compulsiva da Falange Espanhola e das Juntas de Ofensiva Nacional Sindicalista com a Comunión Tradicionalista, organização dos monárquicos carlistas, os quais formavam o chamado Bando Nacional e apoiavam a sublevação militar (chamada "Alçamento Nacional"). Ao mesmo tempo ocorreu a dissolução de todos os outros partidos políticos, que passaram a serem proibidos (ainda o mesmo nome de partido não podia ser empregue para designar a organização).
- A organização sindical ou sindicato vertical, conjunto também único de organizações corporativas que agrupavam tanto empresários como trabalhadores, a existência de cujos interesses particulares visava negar.
- Todos os cargos públicos do Estado Espanhol, as deputações provinciais ou os municípios, foram funcionários públicos de carreira ou cargos de livre designação, incluídos os professores universitários ou os membros das "Reais Academias". Todos tinham de jurar fidelidade ao Chefe do Estado e, a partir da sua aprovação, aos Princípios recolhidos na "Lei de Princípios do Movimento Nacional",  em teoria imutáveis.
- Múltiplos organismos de enquadramento social, que visavam tornar-se onipresentes na vida pública e privada: a Frente de Juventudes (que enquadrava os Flechas e os Pelayos: crianças e adolescentes), a "Seção Feminina" (com uma seção de coros e danças para resgatar o folclore e amenizar as "demonstrações sindicais", e um programa de Serviço Social, requisito obrigatório para as mulheres que quiserem estudar uma carreira universitária), o "Auxílio Social" (que organizava o reparto de alimentos, a assistência a órfãos...), etc.

A cimeira do Movimento Nacional era o próprio Franco como Chefe Nacional do Movimiento, secundado por um membro do governo chamado "Ministro Secretário-Geral do Movimiento". Os membros mais importantes eram os conselheiros nacionais do Movimento, reunidos periodicamente numa assembleia denominada Consejo Nacional del Movimiento que ocupava o actual Palácio do Senado, e era parte integrante das Cortes Espanholas, que incluíam representações corporativas diversas, outorgando uma aparência de sistema parlamentar unicameral. A rede abrangia todas as instituições, chegando até ao alcaide de cada "pueblo" (povoação), que agia como chefe local do movimento.

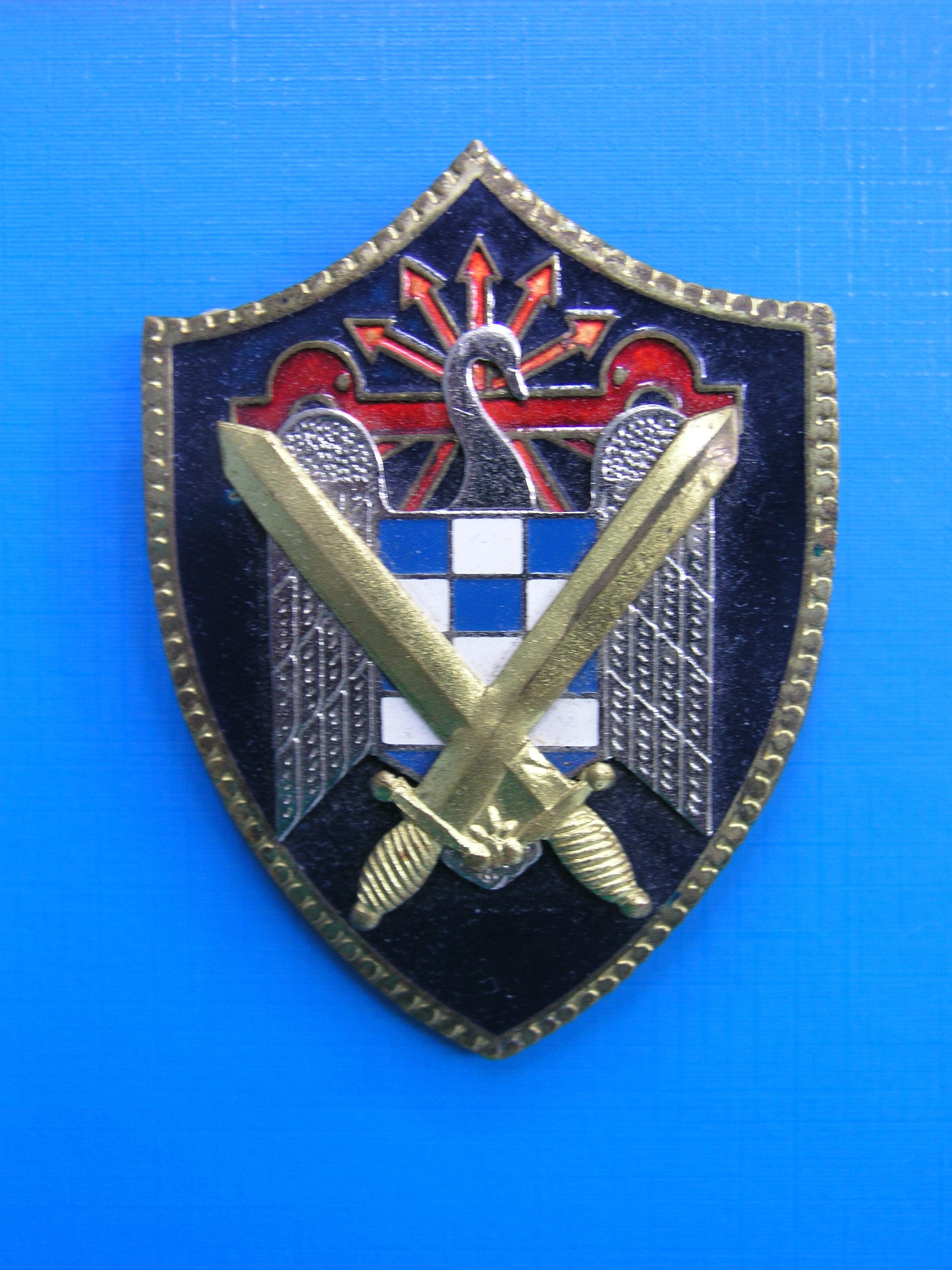
Escudo das Milícias Universitárias formado pelo escudo do Sindicato Espanhol Universitário (SEU) detrás de duas espadas cruzadas

Os personagens que se identificavam especialmente com a ideologia ou a organização do Movimento Nacional eram denominados coloquialmente falangistas ou azules ("azuis", pela cor da camisa do uniforme, assim como os fascistas de Mussolini eram camisas pretas e os nazis das S.A. eram camisas castanhas). Existia uma divisão informal entre os camisas velhas (afiliados à Falange primitiva de José Antonio Primo de Rivera antes de 18 de Julho de 1936 ou, melhor mesmo, antes das eleições de Fevereiro desse ano, quando eram activistas minoritários pouco respeitados pela direita) e os camisas novas, muitos deles aderente em massa oriundos da CEDA, Confederación Española de las Derechas Autónomas, considerados pelos outros como suspeitos de arrivismo, oportunismo ou qualquer outro motivo interessado para a sua incorporação. Às vezes o motivo era simplesmente a geografia, que coincidiram estar na "zona nacional" ao começo da guerra (os quais eram  chamados nacionais geográficos, como também havia vermelhos geográficos).
Dentro do regime franquista, ainda que estando proibida qualquer organização política fora do Movimento Nacional, todos eram conscientes da agrupação de personagens públicos e grupos de pressão em torno às denominadas "famílias do franquismo", como a católica (que achegava o apoio da Igreja e a ideologia do nacional-catolicismo), as monárquicas, tanto a afonsista, direita conservadora, muitos antigos membros da CEDA), como a tradicionalista (proveniente do carlismo), a militar (personagens próximos ao próprio Franco, entre os que estavam os chamados "africanistas" e a própria dos azuis, os falangistas ou nacionalsindicalistas (que controlava a burocracia do Movimiento: Falange, sindicato, e muitas outras organizações, como a Agrupação Nacional de Ex-combatentes, a Seção Feminina, etc.).
A chave da sobrevivência do franquismo foi para muitos a habilidade de Franco para manter a unidade de um conjunto tão heterogéneo (unido pelo interesse comum de manter o próprio Franco no poder) que soube manejar habilmente, repartindo entre eles as responsabilidades do Governo, e aproximando-se sucessivamente de uns de outros, nunca se comprometendo em excesso. A relativa pluralidade dentro do franquismo levou alguns autores (Juan José Linz) a defini-lo como um sistema autoritário em vez de totalitário.
Nos últimos anos do franquismo, o começo da transição política era visível, e Carlos Arias Navarro chegou a propor uma lei de Associações Políticas (que autorizaria as que respeitassem os princípios do Movimento Nacional), e que não chegou a ser aprovada por Franco. A férrea oposição a toda apertura agrupou os elementos mais reaccionários sob o nome de Bunker. Dentre as fileiras dos "azuis" saíram ainda os que levaram a cabo a Reforma, encabeçados por Adolfo Suárez (que fora Ministro Secretario-Geral do Movimiento) e secundados pelos Procuradores em Cortes (que votaram a Lei para a Reforma Política, a qual, limitando-se a alterar a natureza das Cortes, que passaram a ser compostas por duas câmaras, Congresso dos Deputados e Senado, de composição estritamente partidocrática, no que seria o suicídio político-institucional do «Franquismo»).

## Repressão e ocupação do Estado
As diferentes organizações ligadas ao Movimento Nacional, durante a guerra civil e os anos imediatamente posteriores a ela participaram activamente no trabalho repressivo, por exemplo, através dos serviços de informação de Falange ou mediante as informações e certificados de boa conduta ou "adesão ao Movimento Nacional" que deviam emitir as autoridades locais (municipais e mesmo eclesiásticas, como os párocos). Tudo o aparato do Movimiento proporcionou dados que resultaram fundamentais para levar a cabo o encarceramento ou desaparecimento físico dos opositores ao "Alzamiento" e ao Movimento Nacional, participaram na formação de Comissões Depuradoras que tinham entre os seus objetivos separar do serviço os funcionários públicos do antigo Estado Republicano que tinham mostrado desafecto para o novo Estado Nacional franquista. Em particular os seus informes foram especialmente valiosos para poder proceder à depuração do Magistério espanhol após a Guerra Civil. Desde o pessoal subalterno e intermédio da administração pública até os cargos directivos, mesmo certa quantidade de vagas do corpo docente universitário (deixadas livres pela guerra e pelo exílio republicano), foram ocupadas por pessoas ligadas ao Movimiento, em alguns casos mediante oposições patrióticas às quais os aspirantes (e às vezes o próprio tribunal) acudiam com uniforme, e que explicitamente levavam em conta os méritos políticos ou o heroísmo demonstrado, frente ao dos seus possíveis competidores.
A repressão foi-se tornando mais subtil ao longo dos anos posteriores, à medida que o regime evoluía para o que se denominou o aberturismo, embora nunca parasse de estar presente, conseguindo tornar-se interiorizado pela sociedade no que se denominou franquismo sociológico.
Nos últimos anos do franquismo, a facção mais «reaccionária», denominada el búnker, pretendia a manutenção incluso com massacres, do Movimento Nacional nas suas mais puras essências. Paulatinamente afastada do poder efetivo, mas com presença nos mídia (El Alcázar) e em algumas instituições ("Irmandade de Ex-Combatentes", uma parte dos Procuradores em Cortes, incluindo alguns bispos como José Guerra Campos -entre 1964 e 1972 Secretário-General do Episcopado Espanhol- e desde então minoritários na Conferência episcopal dominada pelo "aberturista" Vicente Enrique y Tarancón) foi derivando para posturas radicais, que chegaram mesmo à aparição de um terrorismo tardofranquista através de grupos como os Guerrilheiros de Cristo Rei que caracterizaram ações violentas de maior ou menor envergadura contra muito diferentes objetivos, não somente políticos mas também sociais identificados com a oposição ao franquismo (por exemplo, locais sindicais ou livrarias).